# Список національних історичних пам'яток США за штатами
Програма Національної історичної пам'ятки Сполучених Штатів спрямована на визнання та шанування культурної та історичної спадщини країни. Програма була офіційно відкрита серією списків 9 жовтня 1960 року; станом на 21 серпня 2020 року встановлено 2597 орієнтирів. Національна історична пам'ятка (НІП) — це, як правило, будівля, район, об'єкт, місце чи споруда, які офіційно визнані урядом Сполучених Штатів за національним історичним значенням. Національний історичний район (NHLD) — це історичний район, визнаний НІП. Його географічна зона може становити власність, яка є внеском, як-от будівлі, споруди, ділянки чи об'єкти, і вона може становити власність, яка не є внеском.
Програмою керує Служба національних парків (NPS), філія Міністерства внутрішніх справ. Служба національних парків визначає, які об'єкти відповідають критеріям НІП, і дає рекомендації щодо призначення після процесу сповіщення власника. Міністр внутрішніх справ розглядає кандидатури та на основі набору заздалегідь визначених критеріїв приймає рішення про призначення НІП або визначення відповідності вимогам призначення. Як державна, так і приватна власність можуть бути визначені як НІП. Це визначення забезпечує опосередкований, частковий захист історичної цілісності власності за допомогою податкових пільг, грантів, моніторингу загроз та інших засобів. Власники можуть заперечувати проти номінації власності як НІП. У цьому випадку міністр внутрішніх справ може лише визначити місце як придатне для визначення.
Усі НІП також включені до Національного реєстру історичних місць (NRHP), списку приблизно 80 000 історичних об'єктів, які Служба національних парків вважає гідними визнання. Основна відмінність між переліком НІП і NRHP полягає в тому, що НІП мають національне значення, тоді як інші об'єкти NRHP вважаються важливими на місцевому чи державному рівні.

## Табличний список
Більшість пам'яток розташовані в одному із 50 штатів. Нью-Йорк — це штат із найбільшою кількістю позначень (270), а Нью-Йорк із 114 назвами — містом із найбільшою кількістю позначень. Серед штатів Північна Дакота має найменше позначень — сім. Три міста (Нью-Йорк, Філадельфія та Бостон) мають достатньо списків, щоб виправдати списки окремо від відповідних штатів.
Невелика кількість позначень була зроблена за межами 50 штатів. Більшість з них з'являються у володіннях Сполучених Штатів. Віргінські острови мають п'ять списків, Пуерто-Рико — чотири, а острівні володіння в південній частині Тихого океану — шість. П'ять записів знайдено в тихоокеанських острівних державах, з якими США уклали угоду про вільну асоціацію, і один список, американське представництво в Танжері (перша іноземна державна власність країни), знайдено в неафілійованому Королівстві Марокко.